# Longichneumon annaelisae
Longichneumon annaelisae är en stekelart som beskrevs av Heinrich 1934. Longichneumon annaelisae ingår i släktet Longichneumon och familjen brokparasitsteklar. Inga underarter finns listade i Catalogue of Life.